# José María Lemus
José María Lemus, född 22 juli 1911, död 1 april 1993, var president i El Salvador från 14 september 1956 till 26 oktober 1960, han hade tidigare tjänstgjort som inrikesminister 1949 till 1955. 1956 störtades han i en kupp ledd av vänstern. 